# Пик Эйлера
Пик Эйлера — вершина на Памире в Заалайском хребте, расположена на границе Киргизии и Китая в 15 км западнее пика Лейбница (5797) и в 4-х км восточнее пика Заря Востока (6349). В таблице вершин выше 6000 метров на Памире и Тянь-Шане пик Эйлера зарегистрирован, как самая восточная из вершин Заалайского хребта, превосходящих по высоте 6000 м.
Первое восхождение на пик Леонарда Эйлера совершено российской экспедицией 9 августа 2013 года. Состав команды: Лебедев А. А. (руководитель), Жаров А. В., Жданов И. Н., Максимович Ю. А., Савчинский Б. Д.
Восхождение посвящено памяти великого математика, члена Петербургской академии наук Леонарда Эйлера (1707—1783).
3 декабря 2017 г. в Фонде Леонарда Эйлера состоялся доклад о восхождении на пик Эйлера